# 페델름
페델름(아일랜드어: Fedelm; Feidelm)은 아일랜드 신화의 얼스터 대계에 등장하는 여자 예언자, 필리, 음유시인이다. 〈쿠얼러의 소몰이〉에서 코나크타의 메브와 알릴 막 마타가 군대를 몰고 와 울라인들과 울라의 대영웅 쿠 훌린과 맞설 것이라고 예언한다. 쿠 훌린이 등장하는 다른 이야기들에서도 종종 등장하는 존재이다.